# 节日 (天主教)
节日（拉丁語：sollemnitas）是天主教會礼仪年中等级最高的庆节，地位在庆日（festum）与纪念日（memoria）之上。天主教會中最重要的两个节日为复活节与圣诞节，其他重要的节日还包括主显节、耶穌升天节、五旬节等。
目前罗马普通历法中的节日有：
| 日期                                              | 节日                     |
| ------------------------------------------------- | ------------------------ |
| 1月1日                                            | 天主之母圣玛利亚节       |
| 1月6日                                            | 主显节                   |
| 3月19日                                           | 圣母净配圣若瑟节         |
| 3月25日                                           | 预报救主降生节           |
| （最早3月22日、最晚4月25日）                      | 复活节（逾越节三日庆典） |
| 复活节后四十日（最早4月30日、最晚6月3日）         | 耶稣升天节               |
| 复活节后五十日（最早5月10日、最晚6月13日）        | 五旬节                   |
| 五旬节后首主日（最早5月17日、最晚6月20日）        | 天主圣三节               |
| 天主圣三节后星期四（最早5月21日、最晚6月24日）    | 基督圣体圣血节           |
| 基督圣体圣血节后星期五（最早5月29日、最晚7月2日） | 耶稣圣心节               |
| 6月24日                                           | 圣约翰洗者诞辰           |
| 6月29日                                           | 圣伯多禄及圣保禄节       |
| 8月15日                                           | 圣母蒙召升天节           |
| 11月1日                                           | 诸圣节                   |
| 将临期前最后主日（最早11月20日、最晚11月26日）    | 基督普世君王节           |
| 12月8日                                           | 圣母无玷始胎节           |
| 12月25日                                          | 圣诞节                   |

此外，还有一些不包括在罗马普通历法之间、仅有部分地区或修会所守的节日。如3月17日的自由纪念日圣帕特里克节在爱尔兰为节日，7月16日的自由纪念日加尔默罗山圣母节则是加尔默罗会的节日。